# Hadena alboradiata
Hadena alboradiata är en fjärilsart som beskrevs av Edward Alfred Cockayne 1952. Hadena alboradiata ingår i släktet Hadena och familjen nattflyn. Inga underarter finns listade i Catalogue of Life.